# C. C. Lemon

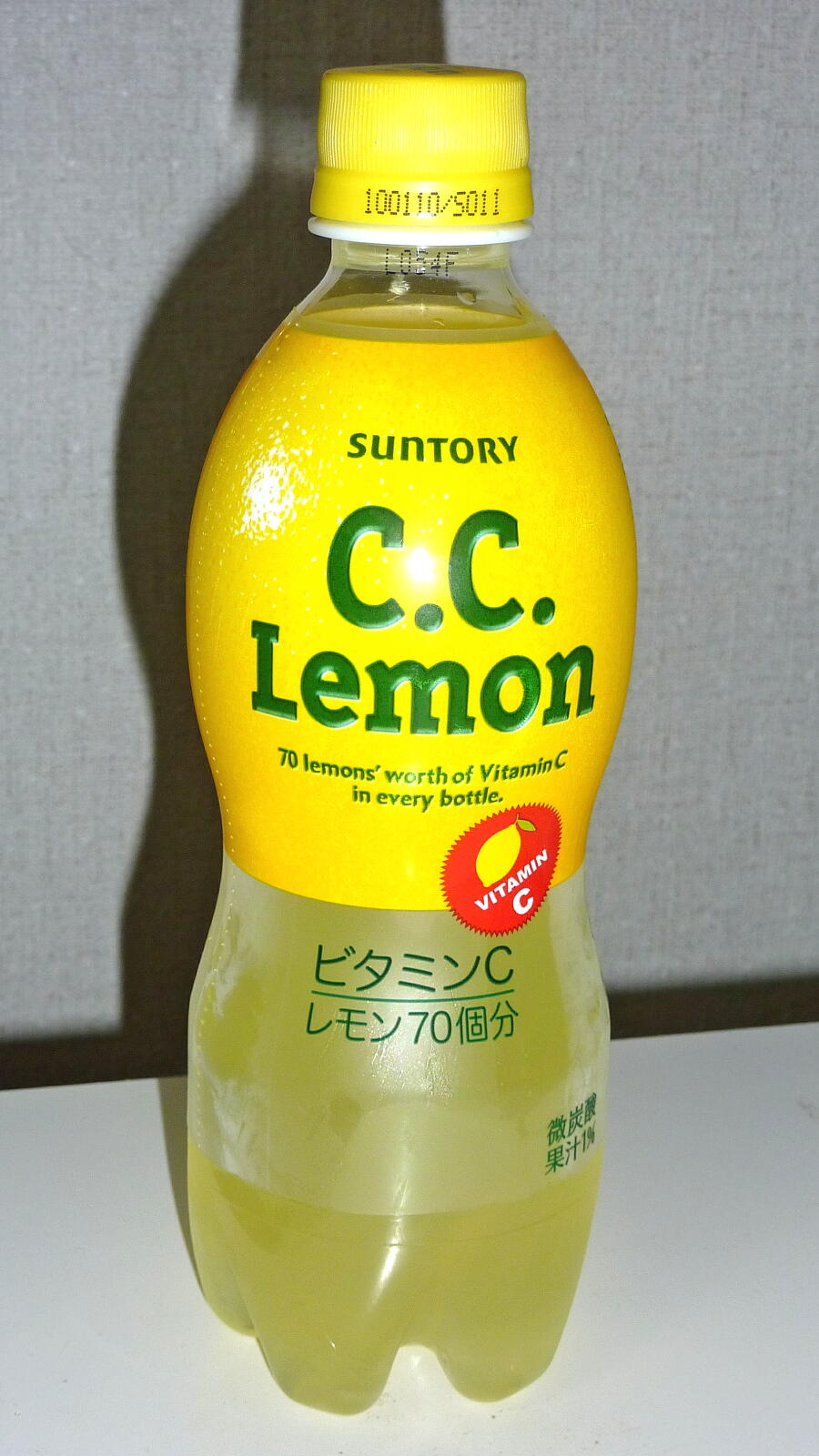
Eine 500-ml-Flasche

C.C. Lemon ist ein Limonadegetränk der japanischen Firma Suntory, welches 1994 auf dem Markt erschien. Als Werbemaskottchen gilt die populäre Fernsehserie Die Simpsons. C.C. Lemon befindet sich in der Rangliste der beliebtesten Getränke in Japan hinter Pepsi- und Coca-Cola auf Platz 3.

## Werbefigur
Werbeträger sind Die Simpsons, die unter anderem in fünf Werbespots verwendet wurden. Ebenso gibt es Flaschenkühler, Füller, Magnete, Anhänger, Untersetzer, Strandbänke und Essensboxen von C.C. Lemon mit den Simpsons-Figuren Homer, Bart, Lisa, Maggie und Marge Simpson als Motiv.

## Angebotene Flaschengrößen
| Volumen | Behälter | Anteil von Vitamin C in Zitronen gemessen |
| ------- | -------- | ----------------------------------------- |
| 160 ml  | Dose     | 16 Zitronen                               |
| 350 ml  | Dose     | 35 Zitronen                               |
| 430 ml  | Flasche  | 43 Zitronen                               |
| 500 ml  | Flasche  | 50 Zitronen                               |
| 1500 ml | Flasche  | 150 Zitronen                              |